# Belle Épine (film)
Pour les articles homonymes, voir Belle épine (homonymie).
Pour plus de détails, voir Fiche technique et Distribution.
Belle Épine est un film français écrit et réalisé par Rebecca Zlotowski, sorti en 2010.

## Synopsis
Prudence Friedman, une adolescente de 17 ans se retrouve livrée à elle-même dans l’appartement de ses parents et fait face tant bien que mal à sa solitude soudaine. Elle se rapproche de Marilyne Santamaria, ado elle aussi et frondeuse du lycée, qui lui fait découvrir le circuit sauvage de Rungis : un lieu en marge de la société où tournent dangereusement grosses cylindrées et petites motos trafiquées. 
Prudence est rapidement happée par quelques éléments « moteurs » de la bande du circuit : Reynald, Franck et d'autres pour lesquels elle se découvre une véritable fascination… Elle tente alors de s'y gagner une place, en essayant de faire passer sa solitude pour un espace de liberté.

## Fiche technique
- Titre : Belle Épine
- Réalisation : Rebecca Zlotowski
- Scénario : Rebecca Zlotowski et Gaëlle Macé
- Musique : Rob (Robin Coudert)
- Photographie : Georges Lechaptois
- Son : Mathieu Descamps
- Montage : Julien Lacheray
- Décors : Antoine Platteau
- Production
  - Production déléguée : Frédéric Jouve
  - Coproduction : Frédéric Niedermayer
- Sociétés de production :
  - Production déléguée :  Les Films Velvet
  - Coproduction : Moby Dick Films
- Société de distribution : Pyramide Distribution (France), K-Films Amérique (Québec)
- Durée : 80 minutes
- Pays d'origine :  France
- Langue originale : français
- Format : couleur -  Scope - 35 mm - son Dolby SRD
- Genre : comédie dramatique
- Dates de sortie :
  - France : 14 mai 2010 (Festival de Cannes, Semaine de la critique) ; 9 juillet 2010 (Festival Paris Cinéma) ; 24 novembre 2010 (sortie nationale)

## Distribution
- Léa Seydoux : Prudence Friedmann
- Anaïs Demoustier : Sonia Cohen
- Johan Libéreau : Franck
- Guillaume Gouix : Reynald
- Anna Sigalevitch : Frédérique Friedmann
- Marina Tomé : Nelly Cohen
- Agathe Schlencker : Maryline Santamaria
- Michaël Abiteboul : Gérard
- Marie Matheron : Delphine
- Carlo Brandt : Michel Cohen
- Nicolas Maury : Daniel Cohen
- Swann Arlaud : Jean-Pierre

## Production

### Genèse
Belle Épine est le premier long métrage de la réalisatrice Rebecca Zlotowski. Le scénario est écrit dans le cadre de son projet cinématographique de fin d'études à la Fémis, sous l'égide de ses deux tuteurs de projet : le réalisateur Lodge Kerrigan, et l'ancien directeur de casting Stéphane Foenkinos. Zlotowski y revendique une inspiration nourrie de cinéma français et de cinéma de genre évoquant « Pialat, Sautet et les teen movies américains ».
Le titre du film est une référence au centre commercial Belle Épine situé à Thiais dans le Val-de-Marne[réf. souhaitée].

### Bande originale
Le chanteur de pop indie Jeremy Jay a enregistré le morceau "Prudence" pour le film.

## Accueil

### Sortie
Le film est sélectionné à Cannes en 2010, pour la 49e Semaine de la critique.
Le 30 juin 2010, Belle Épine est projeté en avant-première au Liban par l'entremise du Centre culturel français de Beyrouth au cinéma Metropolis Empire Sofil,.

### Accueil critique
L'accueil de la presse es plutôt positif.
Libération qualifie le film d'étrange et de sensible, porté par « l’immense présence des lieux » - les possibles faiblesses de scénario (« le circuit moto clandestin des halles de Rungis quand elles sont vides, l’appartement d’une adolescente qui vient de perdre sa mère, les environs d’un cinéma sous un orage ») s'effaçant par la force de la mise en place. Aurélien Ferenczi de Télérama y voit bel un « exercice de mise en scène ». Même si le film est « très estampillé Fémis » et qu'il peut parfois paraître un peu « trop mystérieux, un peu trop allusif, un peu trop nocturne aussi », l'objet parvient à envoûter le spectateur par « sa façon singulière de capter des bribes de réel »,. Les Inrockuptibles évoque la réussite de ce film qui filme le « branchement d’un corps sur un autre circuit que celui de la routine quotidienne ». Selon l'hebdomadaire culturel, le film dépasse les poncifs de son sujet pour les charger d'un imaginaire américain. Le site Chronic'art souligne également que le film parvient à recycler des figures souvent vues dans le jeune cinéma français contemporain (« naturalisme blafard, forme molasse maquillée en délicatesse, portraits tautologiquement fades d'une jeunesse fragile et blanchâtre sommée par des scénarios interchangeables de s'éveiller alternativement au sexe ou à la natation synchronisée »). Selon le site, le film parvient à insuffler « une humeur, une forme de sensualité revêche et lourde, plutôt qu'un programme de scénario » malgré une séquence de fin un peu « contradictoire » qui fait « éclater, en le rendant explicite, le scénario de hantise ». Christophe Kantcheff, de l’hebdomadaire Politis, « la maîtrise (...) bluffante » dont fait preuve la cinéaste. Pour le critique, Belle Épine donne une « représentation d’adolescentes d’aujourd’hui (...) qui éclate de justesse ». Pour l'hebdomadaire L'Express, il s'agit d'un « premier film sur l'adolescence très bien maîtrisé ». Dans le quotidien Le Monde, Jacques Mandelbaum écrit qu' « il y a toujours une émotion particulière à signaler les belles premières fois. On en voit au moins deux dans Belle Epine, à la fois le premier long métrage de Rebecca Zlotowski (agrégée de lettres de 30 ans) et sinon la première, du moins la plus belle apparition de la jeune actrice Léa Seydoux sur un écran, qui porte, comme on dit, le film sur ses très belles épaules ».
Le film reçoit également des avis moins élogieux de la part de la presse. Au Masque et la Plume, Jérôme Garcin s'étonne de l'accueil critique, très élogieux, réservé au film, qu'il juge « exagéré ». Michel Ciment, du magazine Positif relève que Rebecca Zlotowski a du talent mais avoue ne pas comprendre « l'unanimité délirante » des critiques, d'autant que ni le thème ni la forme ne lui paraissent novateurs. Pour le critique, le film ne propose rien d'original et se contente de recycler « l'air du temps cinématographique ». Danièle Heymann de Marianne y voit un « beau film d'apprentissage » mais s'amuse de l'ambition maniériste du film (La Leçon d'anatomie de Rembrandt recréée sur un circuit de moto). L'écrivain et journaliste Éric Neuhoff, lui, y voit une « caricature du cinéma français », rempli des clichés que l'on ne « supporte plus » et peuplé de personnages dont on ne comprend jamais les motivations, qu'ils fassent quelque chose ou qu'ils ne fassent rien. Le Journal du dimanche y voit une « chronique léchée, mais trop contemplative et alambiquée ». La rédaction de Ouest-France regrette un « thème archi-classique » et une « construction un peu tarabiscotée », un maniérisme dans l'écriture comme dans la lumière, qui « produit un mélange des genres artificiel entre réalisme et romantisme ». Florence Ben Sadoun du magazine Elle y voit un film « intelligent assurément, bien écrit, est pourtant terriblement ennuyeux ». Le magazine américain Variety salue la performance de Léa Seydoux, la lumière de George Lechaptois ainsi que la musique de Rob mais regrette que le récit, en imitant la logique disjointe d'un mauvais rêve, ne parvienne jamais à atteindre l'émotion. Le magazine souligne les maladresses d'un scénario qui, en voulant éviter toute forme d'introspection, ne traite pas son sujet jusqu'au bout. Le magazine anglais Screen International souligne que le film manque d'ardeur et d'urgence, ce qui le rend d'ailleurs trop long. Le récit, qui avance  « sans longs flash-backs, sans scènes de funérailles ni adieu susceptible de créer de l'empathie avec Prudence », ne permet pas de s'engager émotionnellement avec. L'héroïne (par ailleurs « maussade » et « antipathique »). Nous ne saurons donc pas « qui elle est, pourquoi son père a choisi de la quitter ni pourquoi sa sœur ne joue pas un rôle plus important dans sa vie ».

## Distinctions
- Prix Louis-Delluc 2011 : meilleur premier film
- Césars 2011 : nomination pour Léa Seydoux comme meilleur espoir féminin